# Adolfo Zumelzú
Adolfo Bernabé Zumelzú (Buenos Aires, 5 gennaio 1902 – Buenos Aires, 29 marzo 1973) è stato un calciatore argentino, di ruolo centrocampista.

## Caratteristiche tecniche
Giocava come centromediano o come difensore.

## Palmarès

### Nazionale
- Campeonato Sudamericano de Football: 2

Perù 1927, Argentina 1929
- Argento olimpico: 1

Amsterdam 1928